# Duo (DCWM) 2013
Duo (DCWM) 2013 ist ein Improvisationsalbum von Anthony Braxton und Miya Masaoka. Die am 25. August 2013 an der Wesleyan University, Middletown, Connecticut, entstandenen Aufnahmen erschienen am 10. Oktober 2016 auf RogueArt.

## Hintergrund
Die Komponistin und Instrumentalistin Miya Masaoka war bereits in experimentellen Projekten sehr versiert, als es 2013 zu einem Auftritt mit dem Saxophonisten Anthony Braxton kam, notierte Seth Colter Walls. Als Spezialistin für die Koto, einem traditionellen japanischen Saiteninstrument, war Masaoka neben Künstlern wie Fred Frith, Joëlle Léandre und Pauline Oliveros aufgetreten und präsentierte ihre eigenen Stücke auf einer elektronisch modifizierten Koto mit 21 Saiten. In zwei aufeinanderfolgenden Sets (drei „Erfahrungen“) improvisierte das Duo neben Wellen elektronischer Töne, die von Braxton auf der interaktiven SuperCollider-Plattform programmiert wurden. Die gleichzeitig dramatische und verträumte Methode des Duos, sich zwischen freier Improvisation und mehr Ambient-Stilen zu bewegen, folgt dem lockeren Drehbuch anderer Aufführungen in Braxtons „Diamond Curtain Wall Music“-System, was Braxton nach seinem bevorzugten Albumtitelschema „DCWM“ nennt, wie bei 12 Duets (DCWM) 2012 mit der Geigerin Erica Dicker, Sängerin Kyoko Kitamura und Fagottistin Katherine Young. Dies war nicht das erste Duett dieser Art in Braxtons umfangreichen Diskographie, merkte John Sharpe an. Das war 11 Compositions (Duo) 1995 mit dem Koto-Spieler Brett Larner (Leo Records, 1997), das allerdings komponiertes Material interpretierte.

## Titelliste
- Anthony Braxton – Miya Masaoka – Duo (DCWM) 2013 (RogueArt ROG-0071)[3]

1. Experience 1 (CD-1) 51:24
2. Experience 2 (CD-2) 34:58
3. Experience 3 (CD-2) 18:58

Die Kompositionen stammen von Anthony Braxton und Miya Masaoka.

## Rezeption

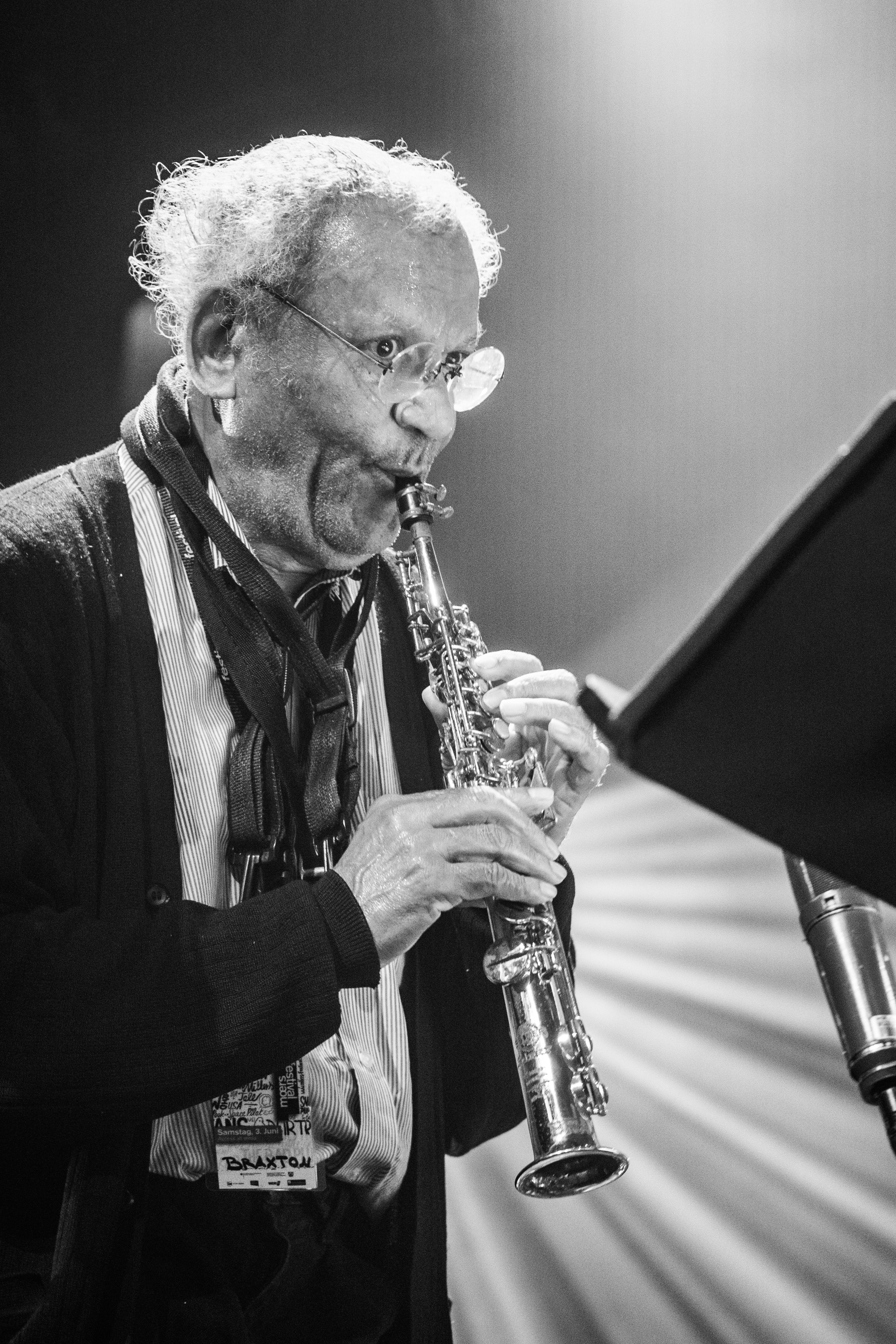
Anthony Braxton (2018)

Nach Ansicht von John Sharpe, der das Album in All About Jazz rezensierte, sei Duo (DCWM) 2013 in jeder Hinsicht frei improvisierte Musik, aber mit der bemerkenswerten Hinzufügung von Braxtons interaktiven elektronischen Texturen, die durch im Allgemeinen unauffällige Lavierungen, Schimmer, klingelnde Glockenspiele und Sinuswellenakkorde einen Hauch von Mysterium hinzufügen. Im Verlauf des Programms würde Braxton zwar zwischen Sopranino-, Sopran- und Altsaxophonen wechseln, aber unabhängig vom Register bleibe seine Einstellung dieselbe. Er beherrsche die gesamte Ausdrucksskala, von reinem Pfeifen, kühler Schulphraseologie, seinem charakteristischen Doubletime-Galopp, quengeligem Murmeln, lyrischen Fragmenten und Tastenpattern bis hin zu pfeifenden Vokalisationen. Extended techniques beider Teilnehmer, insbesondere von Masaoka, würden für einen kaleidoskopischen Austausch von reinem Klang mit transzendierten instrumentalen Normen sorgen: ein Dialog in unergründlichen Idiomen mit unbekannter Syntax. Insgesamt beschwöre die Session einen traumartigen, tranceauslösenden Zustand herauf.
Duo (DCWM) 2013 enthalte einige von Braxtons opulentesten Darbietungen der jüngeren Vergangenheit, und Masaokas Bandbreite an Herangehensweisen sei ebenso ambitioniert, meinte Seth Colter Walls in Pitchfork Media. Sie könne Motive auf der Koto improvisieren, die ziemlich erkennbar klingen – mit Geklimper oder resonanten gezupften Linien, die an traditionelle japanische Formen erinnern. Und dann gelinge es ihr, das Instrument zu behandeln, als wäre es eines von John Cages „präparierten Klavieren“, das Kratzen und zuckende Echos erzeugt. Diese Anpassungsfähigkeit macht sie zu einer starken Partnerin für den unberechenbaren Braxton. Eine halbe Stunde später, nachdem er von einigen von Masaokas arpeggierten Akkorden angespornt wurde, lege Braxton mit einigen bluesigen, schnell absteigenden Linien los. Dieselben Licks hätten vielleicht vor einem halben Jahrhundert zufriedene Schreie bei Jazzliebhabern in einem Club ausgelöst. Aber ohne eine klassische, swingende Rhythmusgruppe, die diese Töne unterstützt, entstehe ein Hochgefühl auf eine neue aufregende Weise.